# Pinochle
Pinochle är ett amerikanskt kortspel som utgör en vidareutveckling av spelet bézique. En lek med 48 kort används, bestående av två vanliga fransk-engelska kortlekar där alla tvåor t.o.m. åttor tagits bort. 
Spelet går ut på att ta poäng, dels genom att kombinera vissa kort på handen, dels genom att spela hem det sista sticket samt stick som innehåller så värdefulla kort som möjligt. Spelarna får i given tolv kort var. Resten av korten bildar en talong, från vilken spelarna kompletterar sina händer efter varje spelat stick. De poänggivande kombinationerna utgörs av kung och dam i samma färg, spader dam i par med ruter knekt, fem trumfkort i följd samt vissa fyrtal. 

## Varianter
Pinochle är ett spel för två deltagare, men kan i modifierad form också utövas av tre eller fyra. I varianten auktionspinochle, som är avsedd för tre spelare, tillkommer ett moment med budgivning, där en spelförare utses som har att ta minst så många poäng som bjudits. Budgivning ingår också i varianten klubbpinochle, där fyra deltagare spelar ihop parvis.